# Акино, Бенигно III
Бенигно Симеон Кохуангко Аки́но III (исп. Benigno Simeon Cojuangco Aquino III; 8 февраля 1960[…], Манила — 24 июня 2021, Кесон-Сити, Столичный регион), он же Нойной Акино (Noynoy Aquino) — филиппинский государственный и политический деятель, президент Филиппин с 30 июня 2010 года по 30 июня 2016 года. Победил на президентских выборах мая 2010 года от Либеральной партии.
Представитель филиппинской политической династии Акино: внук Бенигно Акино-старшего, единственный сын бывшего президента Корасон Акино и убитого сенатора Бенигно Акино-младшего.
Был ранен мятежниками во время попытки военного переворота 1987 года. В Либеральной партии занимал должность генерального секретаря, потом являлся вице-председателем партии.
Бенигно Акино, в качестве кандидата от Либеральной партии, получил большинство голосов избирателей во время выборов президента Филиппин, состоявшихся 10 мая 2010 года.
Скончался 24 июня 2021 года в Кесон-Сити, Филиппины.

## Награды
- Индонезия — Орден Звезды Индонезии 1 степени (2014)[8]